# Prix France Culture Cinéma
Cet article concerne les prix cinéma. Pour le prix littéraire, voir Prix France Culture et Prix France Culture-Télérama.
 (décembre 2016).
Si vous disposez d'ouvrages ou d'articles de référence ou si vous connaissez des sites web de qualité traitant du thème abordé ici, merci de compléter l'article en donnant les références utiles à sa vérifiabilité et en les liant à la section « Notes et références ».
Le Prix France Culture Cinéma, en association avec Unifrance (anciennement, le partenariat était avec Libération), est une récompense cinématographique décernée depuis 1999 pour récompenser le cinéaste de l’année puis, à compter de 2006, pour récompenser une personne ou entité pour son action en faveur du cinéma indépendant. Depuis 2015, le Prix a évolué et deux récompenses sont remises lors du Festival de Cannes : un prix Consécration remis à un réalisateur pour l'ensemble de son œuvre par un jury de producteurs de France Culture et un Prix France Culture Cinéma des étudiants remis à un cinéaste pour un film sorti dans l'année et dont la radio a été partenaire. Par ailleurs, depuis 2016, France Culture s'associe à UniFrance pour remettre l'International Students Award UniFrance/France Culture décerné par des étudiants en école de cinéma à l'étranger à des films français.

## Palmarès Prix France Culture Cinéma
De 1999 à 2005 : récompense le cinéaste de l'année. De 2006 à 2014, il récompense « une personnalité ou une entreprise dont l’action, l’engagement, la créativité, contribuent à défendre et faire rayonner le cinéma indépendant, sa production, sa diffusion ».
- 1999 : Jean-Claude Biette
- 2000 : Noémie Lvovsky
- 2001 :
  - Français : Catherine Breillat
  - Étranger : Jiang Wen
- 2002 :
  - Français : Jean-François Stévenin
  - Étranger : Pedro Costa
- 2003 :
  - Français : Jean-Claude Brisseau
  - Étranger : Abderrahmane Sissako
- 2004 :
  - Français : Jacques Doillon
  - Étranger : Nuri Bilge Ceylan
- 2005 : 
  - Français : Raphaël Nadjari
  - Étranger : Béla Tarr
- 2006 : Alain Cavalier
- 2007 : Rithy Panh
- 2008 : Sandrine Bonnaire
- 2009 : François Dupeyron
- 2010 : Ronit Elkabetz
- 2011 : Alexandre Astruc
  - Révélation : Céline Sciamma
- 2012 : Cédric Kahn
  - Révélation : Pierre Schoeller
- 2013 : Pascale Ferran
  - Révélation : Haifaa Al-Mansour
- 2014 : Margarethe von Trotta
  - Révélation : Dyana Gaye

## Prix France Culture Cinéma Consécration
- 2015 : Abderrahmane Sissako
- 2016 : Frederick Wiseman
- 2017 : Costa-Gavras[3]

## Prix France Culture Cinéma des étudiants

### Palmarès
- 2015 : Mange tes morts de Jean-Charles Hue
  - Chante ton bac d'abord de David André
  - Of Men and War de Laurent Bécue-Renard
  - Hope de Boris Lojkine
  - Les Merveilles de Alice Rohrwacher

- 2016 : Toto et ses sœurs de Alexander Nanau
  - Une jeunesse allemande de Jean-Gabriel Périot
  - Je suis le peuple de Anna Roussillon
  - Les Ogres de Léa Fehner
  - Janis de Amy J. Berg

- 2017: La Jeune Fille sans mains de Sébastien Laudenbach[3]
  - Dernières Nouvelles du cosmos de Julie Bertuccelli
  - Wrong elements de Jonathan Littell
  - Le Ruisseau, le Pré vert et le Doux Visage de Yousry Nasrallah
  - Le Concours de Claire Simon.

## International Students Award UniFrance/France Culture
- 2016 : Mustang de Deniz Gamze Ergüven (prix long métrage) ; Maman(s) de Maïmouna Doucouré (prix court métrage)[4]
- 2017 : Le Nouveau de Rudi Rosenberg[3]